# Signalni peptid
Signalni  peptid (signalna sekvenca, vodeća sekvenca, vodeći peptid) je kratak (5-30 aminokiselina dugačak) peptid prisutan na N-terminusu većine novo sintetisanih proteina koji su namenjeni prolazu kroz sekretorne puteve. U ovu grupu proteina se ubrajaju oni: koji borave unutar pojedinih organela (endoplazmatični retikulum, Goldžijev aparat, endozomi), koji se izlučuju iz ćelije, ili se umeću u ćelijske membrane. Većina transmembranskih proteina tipa I sadrže signalne peptide, dok se većina proteina tipa II i višeprolaznih membranskih proteina sortira u sekretornim putemima na osnovu njihovog prvog transmembranskog domena, koji biohemijski podseća na signalnu sekvencu, mada se ne dolazi do odsecanja.

## Translokacija
Kod prokariota, signalni peptidi usmeravaju novo sintetisani protein u SecYEG kanal za provođenje proteina, koji se nalazi u ćelijskoj membrani. Kod eukariota postoji homologni sistem, koji usmerava novo sintetisane proteine u Sec61 kanal, koji je sličan sa SecYEG po sekvenci i strukturi, ali je prisutan u endoplazmatičnom retikulumu. Oba kanala, SecYEG i Sec61, nose zajedničko ime translokon, dok se prenos kroz ove kanale naziva translokacija. Dok se proteini izlučuju kroz kanal, može doći do difuzije transmembranskih domena kroz bočnu stranu  translokona u okolnu membranu.

## Struktura signalnog peptida
Osnova signalnog peptida sadrži dugačak segment hidrofobnih aminokiselina koje imaju tendenciju da formiraju jedan alfa heliks. Mnogi signalni peptidi počinju sa kratkim pozitivno naelektrisanim segmentom aminokiselina, koji može da pomogne u uspostavljanju korektne topologije polipeptida tokom translokacije, što je poznato kao pozitivno unutrašnje pravilo. Na kraju signalnog peptida tipično postoji segment aminokiselina koji prepoznaju i presecaju signalne peptidaze. Ovo mesto presecanja je odsutno kod transmembranskih domena koji služe kao signalni peptidi. Signalne peptidaze mogu da deluju tokom, ili nakon završetka translokacije. One formiraju slobodne signalne peptide i maturisani protein. Slobodni signalni peptidi se dalje razgrađuju specifičnim proteazama.

## Spoljašnje veze
- Signal+Peptide на 
- Архивирано на веб-сајту  (22. јануар 2016)